# Estádio Hernán Ramírez Villegas
O Estádio Hernán Ramírez Villegas é um estádio localizado na cidade de Pereira, na Colômbia.
Inaugurado em 1971, foi uma das sedes da Copa América 2001 e do Campeonato Sul-Americano de Futebol Sub-20 de 2005.
Tem capacidade para 30.313 espectadores e é utilizado pelo clube Deportivo Pereira.

## Ligações Externas
- Worldstadiums.com

- Google Maps - Foto por Satélite